# Froarp
Froarp var före 2015 en av SCB avgränsad och namnsatt småort i Asarums socken i Karlshamns kommun i Blekinge län. Småorten upphörde 2015 när området växte samman med bebyggelsen i Karlshamn.